# Николаос Манос (революционер)
 Тази статия е за андарта от Бел камен.  За кмета на Солун, който също е деец на гръцкия революционен комитет в Македония, вижте Николаос Манос (кмет).  
Николаос Манос (на гръцки: Νικόλαος Μάνος) е гръцки революционер, деец на гръцката въоръжена пропаганда в Македония от началото на XX век.

## Биография
Николаос Манос е роден в леринското влашко-арванитско гъркоманско село Бел камен. Присъединява се към гръцката въоръжена пропаганда и действа като куриер, водач и четник в различни чети, воюващи с българските чети на ВМОРО, от април 1905 до ноември 1907 година. По заповед на Николаос Андрианакис оглавява самостоятелна чета. Четата на Манос участва в операциите срещу българи и ликвидира Зенел бей от Невеска.
В началото на април 1910 година е арестуван от властите, осъден на 10 години и затворен в Бодрум, но е освободен след няколко месеца след амнистия на султан Мехмед V. Връща се в Македония и продължава с андартството през цялата 1910 година. Манос убива лидера на Румънската пропаганда в Бел камен С. Михалалези.
В 1912 година бяга в Лариса. Участва в Балканската война със собствена доброволческа чета в Костурско и Леринско. Изпълнява задачи от ІІІ и V гръцка дивизия.